# Smittia truncatocaudata
Smittia truncatocaudata är en tvåvingeart som först beskrevs av Tokunaga 1939.  Smittia truncatocaudata ingår i släktet Smittia och familjen fjädermyggor.
Artens utbredningsområde är Taiwan. Inga underarter finns listade i Catalogue of Life.